# هولتون سنت مری
هولتون سنت مری (به انگلیسی: Holton St. Mary) یک روستا و محله مدنی در بریتانیا است که در Babergh واقع شده‌است. هولتون سنت مری ۲۲۰ نفر جمعیت دارد.